# Apophua bredoi
Apophua bredoi là một loài tò vò trong họ Ichneumonidae.